# Aaron Scott (musicien)
Pour les articles homonymes, voir Scott et Aaron Scott.
Aaron Scott, né le 19 juin 1956 à Chicago, est un compositeur, batteur et enseignant de jazz américain.

## Biographie
Il fait ses études de musique au conservatoire de Boston et au prestigieux Berklee College of Music. Par la suite, il multiplie les collaborations avec les pointures de la scène jazz américaine : Gil Evans, Chick Corea, Larry Coryell, John Scofield et McCoy Tyner ont été ses partenaires.
Actuellement installé à New York, il vécut en France au milieu des années 1980. Il intègre le premier Orchestre National de Jazz en 1986 sous la direction de François Jeanneau où il croise Michel Portal, Marc Ducret et Michel Benita, et étudie la direction d'orchestre à l'École normale de musique de Paris. Durant cette période il joue avec de nombreux musiciens phares du jazz français: Martial Solal, Michel Portal, Didier Lockwood et Barney Wilen.
Il forme un combo rythmique avec le contrebassiste Michel Benita et collabore à diverses formations, notamment avec Marc Ducret et Éric Watson. Au Festival de Vitoria-Gasteiz de 1988 il participe à un quartette de Tete Montoliu, avec Jerome Richardson et Niels-Henning Ørsted Pedersen. En 1989, il reçoit du ministre de la culture, Jack Lang, le grade de Chevalier de l'Ordre des Arts et des Lettres.
La même année, il commence une collaboration qui durera 14 ans avec le pianiste McCoy Tyner dans le cadre du McCoy Tyner trio, qui jouera dans le monde entier et recevra trois Grammy Awards (le trio).

## Discographie choisie
- 1986   Orchestre National de Jazz, Label Bleu
- 1986   Orchestre National de Jazz, Concert Berlin 1986, Jazz Bühne Berlin 86 – Rundfunk der DDR[3]
- 1989   McCoy Tyner Trio, Life at Sweet Basil, Evidence
- 1991   McCoy Tyner Trio, 44th Street Suite, Red Baron Records
- 1991   McCoy Tyner, Blue Bossa, Lester Recording
- 1991   McCoy Tyner Trio, Remembering John, Enja
- 1991   McCoy Tyner Trio, Infinity, Impulse!
- 1996   Bob Stewart, Then & Now, Postcards
- 2002.  McCoy Tyner, The Definitive McCoy Tyner, Blue Note
- 2005   Michael Hackett, Circles, Summit Records
- 2006   Billy Harper, Blueprints of Jazz Vol. 2, Talking House
- 2020   Barney Wilen Quartet, Barney & Tete -Barney Wilen Quartet feat. Tete Montoliu Grenoble '88, Elemental Music[4],[5]

## Sources
- (en) Cet article est partiellement ou en totalité issu de l’article de Wikipédia en anglais intitulé « Aaron Scott » (voir la liste des auteurs).
- Philippe Carles, André Clergeat et Jean-Louis Comolli, Dictionnaire du jazz, Ed. Robert Laffont, Coll. Bouquins, Paris, 1994,  (ISBN 978-2-221-07822-8)